# Вілгуфф Таркін
Вілгуфф Таркін (англ. Wilhuff Tarkin, * 64 ДБЯ — † 0 ДБЯ) — чоловік, людина, один з найвідоміших чиновників Галактичної Імперії, гранд-Мофф і творець своєї власної доктрини. Найбільшу популярність отримав після проведення геноциду на Альдераані, коли Зірка Смерті знищила цю планету, буквально, за кілька секунд. Гранд-мофф загинув під час атаки повстанців, після того як Люк Скайвокер запустив у вразливе місце космічної станції дві протонні торпеди.
Вілгуффа Таркіна зіграв Пітер Кушинг.